# Aeolesthes achilles
Aeolesthes achilles är en skalbaggsart som först beskrevs av Thomson 1865.  Aeolesthes achilles ingår i släktet Aeolesthes och familjen långhorningar. Inga underarter finns listade i Catalogue of Life.